# Estación de Ola
La estación de Ola, con denominación oficial «Ola-Sondika», es una estación de ferrocarril en superficie perteneciente a la línea E3 de Euskotren Trena. Se ubica en el barrio homónimo del municipio vizcaíno de Sondica. Su tarifa corresponde a la zona 2 del Consorcio de Transportes de Bizkaia.
La estación cuenta con un único acceso, a cota de la calle, y un único andén. Dispone de aparcamiento gratuito en el exterior.

## Accesos
- Izartza - San Martin bidea

## Futuro de la estación
En el futuro, el nuevo túnel ferroviario a través del monte Archanda conectará el centro de Bilbao con su aeropuerto, y se renovará la infraestructura ferroviaria entre Ola y Sondica, en sustitución del trazado actual inaugurado en 1908 por el Ferrocarril de Bilbao a Lezama. Cuando finalicen las obras, la estación de Ola será reubicada.
Las obras de los túneles obligaron a cortar la vía que unía Bilbao con Lezama, y por tanto la comunicación ferroviaria entre Ola y Matico-Ciudad Jardín también fue interrumpida. Para evitar las molestias, se reabrió la estación de Loruri-Ciudad Jardín y se ofreció un servicio de trenes lanzadera entre Sondica y Ciudad Jardín.
Desde el 8 de abril de 2017, fecha de la puesta en marcha de la nueva vía, la estación de Ola vuelve a formar parte del ferrocarril entre Lezama y Bilbao.